# فلیکس لاتزکه
فلیکس لاتزکه (آلمانی: Felix Latzke؛ زادهٔ ۱ فوریهٔ ۱۹۴۲) بازیکن و مربی فوتبال اهل اتریش بود.
از باشگاه‌هایی که در آن بازی کرده‌است می‌توان به باشگاه فوتبال آدمیرا واکر مودلینگ اشاره کرد.